# 京都市電御池線
御池線（おいけせん）は、京都市の東西の通りである御池通に敷設されていた狭軌電気軌道路線。
京都電気鉄道（京電）が堀川線（北野線）と官営鉄道二条駅を結ぶ路線として1912年（明治45年）に建設した。1918年（大正7年）に京都市に買収され京都市電御池線となり、翌1919年（大正8年）に廃止された。
ここでは、御池線以前に京都電気鉄道によって敷設された、二条城の南側の堀端（押小路通）を経て二条駅に至る城南線（じょうなんせん）についても合わせて述べる。

## 城南線
1895年（明治28年）2月1日に、日本で最初となる営業用電気鉄道を東洞院通東塩小路踏切南側（京都駅） - 下油掛間で走らせた京都電気鉄道は、同年4月1日には京都駅から木屋町通・二条通を経て第4回内国勧業博覧会のメイン会場（現在の平安神宮・岡崎公園）に至る路線（木屋町線・鴨東線）と、同路線から木屋町二条で西に分岐し、二条通・寺町通・丸太町通を経て丸太町富小路（開業当時の電停名は「博覧会前」）に至る路線を開通させた。
その後、木屋町二条から分岐し丸太町富小路に至る路線は西に延伸し、同1895年中には丸太町通・烏丸通・下立売通・堀川通（東堀川通）を経て堀川中立売に達した。
堀川通の路線（堀川線）は、1901年（明治34年）に堀川下立売から南進し堀川三条に至るが、その途中にある堀川押小路で西に分岐し、二条城南側の堀の端（押小路通）を通り、千本通を南に進んで京都鉄道（現在のJR山陰本線）二条駅に至っていたのが城南線（じょうなんせん）である。
城南線は、軌間1067mm（いわゆる「狭軌」）、600V直流電化であり、1902年（明治35年）2月10日に営業を開始した。途中の電停は神泉苑前、女学校前、押小路千本が置かれた。電停名の「女学校」は、府立第二高等女学校（のちの朱雀高校）である。
城南線は、京都市三大事業の一つ道路拡築・市電敷設による京都市電千本線開業のため、1912年（明治45年）に後述する御池線に置き換えられ、廃止された。

## 御池線
御池線（おいけせん）は、前述のとおり、市電千本線の敷設に伴い廃止されることになった城南線の代替線として敷設され、1912年（明治45年）5月30日から営業を開始した。路線は、堀川線の堀川御池から分岐して御池通に敷設され、神泉苑前（御池線開業当初の電停名は「御池大宮」）、女学校前、二条停車場前の電停が置かれた。二条停車場前の電停は、官営鉄道二条駅と千本通を隔てて東側に置かれている。
その後、1918年（大正7年）7月1日に、京都電気鉄道が京都市に買収され京都市電の御池線となったが同日に休止、翌1919年（大正8年）1月17日に改軌されることなく廃止された。
その後、京都市電の二条駅接続の機能を担った京都市電千本線は1972年（昭和47年）1月に廃止された。現在、堀川通・千本通間には、1997年（平成9年）に開通した京都市営地下鉄東西線が押小路通の地下を通っている。

## 沿革
- 1902年（明治35年）2月10日 - 京都電気鉄道城南線堀川押小路・二条停車場間開業
- 1912年（明治45年）5月30日 - 城南線廃止。御池線堀川御池・二条停車場間開業
- 1918年（大正7年）7月1日 - 京都市が京都電気鉄道を買収。同日京都市電御池線休止
- 1919年（大正8年）1月17日 - 京都市電御池線廃止

## 電停一覧
停留所／交差する通り（接続、距離は路線図参照）

### 城南線
- 堀川押小路／堀川通
- 神泉苑前／神泉苑通
- 女学校前／美福通
- 押小路千本／千本通
- 二条停車場前／御池通

### 御池線
- 堀川御池／堀川通
- 神泉苑前／神泉苑通
- 女学校前／美福通
- 二条停車場前／千本通